# Jarry
Anthony Lambert, anomenat també Jarry, és un humorista, actor, director d'escena i animador de televisió francès, nascut el 5 d'agost de 1977 a Angers al departament de Maine-i-Loira.

## Infantesa
Anthony Lambert, nascut prematurament a causa d'un accident de cotxe, és descendent d'una família d'obrers; viticultors per part de mare i fonadors de part del seu pare. Va créixer a Rablay-sur-Layon, un poblet situat no gaire lluny d'Angers, on encara hi viu la seva mare.
El seu pseudònim Jarry el va adquirir quan feia teatre a l'institut, amb disset anys. Era el cognom de soltera de la seva mare, se'l va posar perquè no volia que es perdés.

## Carrera professional
Els seus inicis es remunten quan assistia a la companyia de dansa hip-hop Exprime al Centre Nacional de Dansa Contemporània. Sempre ha estat un apassionat del teatre i ja de ben jove impartia cursos pedagògics d'expressió teatral a instituts o en centres penitenciaris, també ensenyant teatre de forma educativa a professors al Marroc, Tunísia o Mali com a mitjà per aprendre la llengua francesa.
Amb vint-i-dos anys, va abandonar la seva regió natal i se'n va anar a París on començà la seva carrera d'actor. S'uní a la companyia Entrées de Jeu dirigida per Bernard Grosjean. Durant deu anys, el teatre fòrum li va permetre abordar variats conceptes lligats a l'observació de la societat, també hi desenvoluparà l'art de la improvisació.
Paral·lelament, Jarry fa aparicions en comèdies al cinema. És en el moment del rodatge de Bambou que Didier Bourdon li va aconsellar d'orientar la seva carrera cap a l'humorisme.

### Aparicions a la televisió i a la ràdio
L'any 2014, Jarry va ser un dels membres recurrents a Face à la bande al canal de televisió francès France 2. Ha participat també en programes com Show ! Le Matin a D17.
És també un habitual de Vendredi tout est permis avec Arthur, al canal francès TF1.
Ha fet de cronista a l'emissió de Stéphane Bern així com de comentarista amb Marianne James, en les dues primeres semifinals del concurs francès de cançó d'Eurovisió, emès en directe pel canal France 4.
Seguidament al 2016 va fer de cronista en un programa d'Europe 1 i en 2017 tornà a TF1 com a presentador amb Karine Ferri.
L'any 2019 va participar en l'emissió L'Aventure Robinson, presentat per Denis Brogniart juntament amb la cantant Tal. El 29 de març de 2019  reemplaçà Arthur en l'emissió Vendredi tout est permis avec Arthur. L'emissió difosa el vespre a TF1 va ser rebatejada per l'ocasió amb el nom Vendredi tout est Jarry. A partir de novembre 2019, esdevé membre del jurat de la versió francesa de Mask Singer a TF1, presentat per Camille Combal, al costat d'Alessandra Sublet, Kev Adams i Anggun.
Jarry va aparèixer també en la segona temporada de Bracelets rouges de TF1, versió francesa de la sèrie catalana d'Albert Espinosa i Pau Freixas.
L'any 2020 va participar en l'emissió Tous en cuisine, en direct avec Cyril Lignac difosa a M6, presentat per Cyril Lignac. Va aparèixer també al clip Et demain? donant suport a la Fundació Hospitals de París-Hospitals de França. Durant el confinament, Jarry participà en el programa de Qui veut gagner des millions à la maison?, presentat per Camille Combal. S'hi assolí la xifra de 12 000 euros. A partir del 17 de juliol de 2020, passa a presentar el programa Good Singers en la programació de sobretaula de TF1.

## Vida personal
En relació amb la seva vida personal és bastant discret. Tanmateix, a vegades ha parlat de la seva orientació sexual. Ha afirmat en alguna ocasió que va ser heterosexual fins a l'edat de vint-i-quatre anys, aquesta edat va ser la del seu coming out. Avui dia assumeix i defensa la seva homosexualitat. A l'estiu 2016, va veure complert el seu somni i juntament amb la seva parella, fou pare de bessons gràcies a una gestació subrogada efectuada als Estats Units.

## Compromís social
L'humorista forma part dels signants del manifest de Juliette Méadel, una crida a fer front a Marine Le Pen en la segona volta de les presidencials de 2017 i a donar suport al candidat Emmanuel Macron. Anthony Lambert va ser present a les Açores al setembre de 2019 en el marc del projecte de desenvolupament humanitarista The Elémen'Terre Project. El tema abordat va ser: L'exploració és el vector del progrés?